# مسرح عبد الحسين عبد الرضا
مسرح عبد الحسين عبد الرضا هو مسرح كويتي تم إنشائه في منطقة السالمية ويحمل اسم الفنان الكويتي الراحل عبدالحسين عبدالرضا الذي كان يطالب منذ سنوات بإنشاء مسرح متكامل يخدم كلا من الفنان والجمهور. يمثل المسرح بحد ذاته تحفة معمارية وصرحا فنيا بمقاييس عالمية، وهو يتبع المجلس الوطني للثقافة والفنون والآداب.

## الافتتاح
أفتتح المسرح رسميا في 18 يناير 2016 وأقيم حفل برعاية وحضور رئيس مجلس الوزراء سمو الشيخ جابر المبارك الصباح الذي كرم بدوره الفنان عبد الحسين عبد الرضا وسط حضور وزير الإعلام وزير الدولة لشؤون الشباب ورئيس المجلس الوطني للثقافة والفنون والآداب الشيخ سلمان الحمود الصباح، وفضيلة شيخ الأزهر الإمام الأكبر د. أحمد الطيب، والمدير العام للمنظمة الإسلامية للتربية والعلوم والثقافة (إيسيسكو) عبد العزيز التويجري والعديد من الجهات والشخصيات على الصعيد الرسمي والشعبي والفني، وقد تم تزيين مدخل المسرح بتعليق لوحة بورتريه عملاقة للفنان عبد الحسين عبد الرضا رسمها الفنان التشكيلي الكويتي أحمد مقيم.

## أول عمل
على الرغم من افتتاح المسرح أوائل 2016 إلا أنه عرض أول عمل مسرحي على خشبة مسرح عبد الحسين عبد الرضا في 30 مارس 2015. فقد تم عرض مسرحية أمل والتي تحكي معاناة اللاجئين السوريين من خلال تجسيد القضية في طفلة اسمها أمل كانت مبعثا للنشاط والفرح إلى أن تجاهلها الكل لتموت نتيجة الظروف الصعبة وفي نهاية العرض تضع امرأة حامل مولودة سميت أمل في إشارة رمزية إلى بقاء الأمل بالحياة.

## آراء الفنانين
عبر العديد من الفنانين عن سعادتهم من خلال التصريح في الإعلام أو الحضور في الافتتاح ومنهم الفنان سعد الفرج الذي زامل الفنان عبد الحسين عبد الرضا لأكثر من خمسين سنة والفنانة سعاد عبدالله التي اشتهرت بأداء الثنائيات لزمن طويل مع الفنان عبد الحسين عبد الرضا والفنانة مريم الصالح والفنانة حياة الفهد والفنان جاسم النبهان والفنان عبد الرحمن العقل والفنان جمال الردهان وغيرهم. وقد ألقى الفنان سعد الفرج كلمة بعد الافتتاح وقال فيها:
| مسرح عبد الحسين عبد الرضا | أنا لما أشوف اسم عبد الحسين عبد الرضا على مسرح السالمية أرى بجانب اسم عبدالحسين أسماء فنانين الكويت وأسماء الفنانين اللي من جيل بوعدنان مسطرة أسماؤهم من خلال اسم بوعدنان، وألف ألف مبروك لبوعدنان ولنا كلنا | مسرح عبد الحسين عبد الرضا |